# Georgios Gemistos Plethon

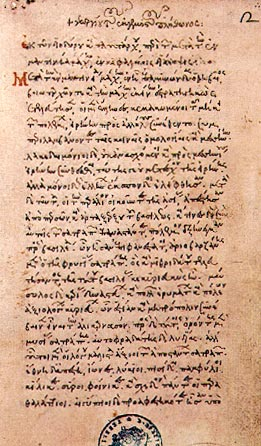
Unul din manuscrisele lui Plethon, în Grecia, scris la începutul secolului al XV-lea

Georgios Gemistos, cunoscut și ca Plethon, (n. 1355 - d. c. 1452) a fost un filozof neoplatonist grec.